# David Jakš
David Jakš (* 3. dubna 1971 Cheb) je český novinář a reportér, v letech 2017 až 2022 zahraniční zpravodaj Českého rozhlasu v jižní a východní Asii, od ledna 2023 ředitel ČRo Plzeň a ČRo Karlovy Vary.

## Život
V letech 1985 až 1989 absolvoval Gymnázium Cheb a následně v letech 1989 až 1995 vystudoval učitelství všeobecně vzdělávacích předmětů pro 2. a 3.stupeň (ZŠ a SŠ) s aprobací zeměpis – tělesná výchova na Fakultě pedagogické Západočeské univerzity v Plzni (získal titul Mgr.). V letech 1995 až 1997 pracoval jako učitel geografie na Střední zdravotnické škole v Chebu.
Od roku 1998 působí jako televizní, rozhlasový a píšící novinář (Česká televize, Český rozhlas, TV Nova, Lidé a Země, Epocha, Planeta Země, atd.). Dlouhodobě pracoval v Číně, USA, Indočíně. Živí ho reportáže pro česká i asijská média, přednášková činnost a průvodcování.
Od roku 2017 působil jako zahraniční zpravodaj Českého rozhlasu v Číně, později obecně v jižní a východní Asii. Na konci roku 2022 se vrátil do ČR a od ledna 2023 se stal ředitelem ČRo Plzeň a ČRo Karlovy Vary. Jeho místo zahraničního zpravodaje v jižní a východní Asii se neobsadilo, a to především z ekonomických důvodů.